# Phlegmatospermum richardsii
Phlegmatospermum richardsii là một loài thực vật có hoa trong họ Cải. Loài này được (F. Mull.) E.A. Shaw miêu tả khoa học đầu tiên năm 1974.